# Rhaphuma bivittata
Rhaphuma bivittata là một loài bọ cánh cứng trong họ Cerambycidae.